# Enzo Pietropaoli
Enzo Pietropaoli (* 29. September 1955 in Genua) ist ein italienischer Jazz-Bassist.

## Leben und Wirken
Pietropaoli lebt seit 1961 in Rom. 1975 debütierte er im „Trio di Roma“ mit dem Pianisten Danilo Rea und dem Schlagzeuger Roberto Gatto. Mit Gatto spielte er auch in den 1980er Jahren in der Gruppe Lingomania und in den 1990er Jahren in „Doctor 3“. Mit dem Pianisten Enrico Pieranunzi spielte er Ende der 1980er Jahre in dessen „Space Jazz Trio“. Mit allen drei Gruppen gewann er mehrfach den Poll des italienischen Magazins „Musica Jazz“ als beste italienische Gruppe (Space Jazz Trio 1988 und 1989, Lingomania 1988, Doctor 3 in den Jahren 1999, 2001, 2003). Er spielte auch mit zahlreichen internationalen Jazzgrößen – unter anderem Chet Baker, Pat Metheny, John Scofield, Toots Thielemans, Richard Galliano, Archie Shepp, John Abercrombie, Michael Brecker, Lee Konitz, Phil Woods, Johnny Griffin, Joe Pass, Kenny Clarke, Curtis Fuller, Woody Shaw, Lester Bowie – und tourte weltweit. Er spielte im Quintett von Enrico Rava und Paolo Fresu („Shades of Chet“ 1999) und ist auf über 60 Plattenaufnahmen zu hören, darunter vier als Leader. In seinem Spiel verarbeitet er neben Jazz auch klassische Einflüsse (wie Johannes Brahms), italienische Musik der 1960er Jahre und Pop.

## Diskographie als Leader
- Orange Park, gala record, 1989, mit Paolo Fresu, Enrico Pieranunzi, Danilo Rea, Roberto Gatto, Umberto Fiorentino, Maurizi Giammarco
- To..., Sentemo, 1992, mit Paolo Fresu, dem (hier als Quartett spielenden)  „Insieme Strumentale di Roma“, einer Gruppe für Alte Musik
- Stolen Songs, splasc(h) 1998, mit Maria Pia De Vito, Battista Lena, Glauco Venier, Roberto Dani
- Urban Waltz, V.V.J. 2000, mit Gabriele Mirabassi, Marcello Sirignano, Marcello Di Leonardo
- Yatra, Pid, 2011, (Enzo Pietropaoli Quartet) mit Julian Mazzariello, Fulvio Sigurtà, Alessandro Paternesi